# Robert Tijdeman
Robert Tijdeman (Oostzaan, 30 juli 1943) is een Nederlands wiskundige, die gespecialiseerd is in de getaltheorie. Hij is bekend vanwege de stelling van Tijdeman. Sinds 1975 is hij hoogleraar aan de Universiteit van Leiden.

## Voorgeschiedenis
Tijdeman behaalde op 19 november 1969 zijn doctoraat aan de Universiteit van Amsterdam met het proefschrift On the distribution of the values of certain functions. Daarna werkte hij van 1970 tot 1971 aan het Institute for Advanced Study van de Universiteit van Princeton. Teruggekeerd naar Nederland, functioneerde Tijdeman van 1971 tot 1975 als reader in Leiden, alvorens hij er hoogleraar werd.
- Bibliothèque nationale de France: cb12373807r (data)
- DBLP: 59/1255
- Gemeinsame Normdatei: 142400734
- International Standard Name Identifier: 0000 0000 8079 1017
- Library of Congress Control Number: n83235542
- Mathematics Genealogy Project: 45998
- NARCIS: PRS1234839
- Nationale Bibliotheek van Israël: 987007432026705171
- Nederlandse Thesaurus van Auteursnamen: 069279608
- Système universitaire de documentation: 084144866
- Virtual International Authority File: 90485
- WorldCat: E39PBJrKKQ9gDVFYy9dT3Kh8md